# سان داميانو آل كولي (بافيا)
سان داميانو آل كولي (بالإيطالية: San Damiano al Colle)‏ هي بلدة تقع في مقاطعة بافيا بإقليم لومبارديا في شمال إيطاليا. تبلغ مساحة هذه المدينة 6.4 (كم²)، وترتفع عن سطح البحر م، بلغ عدد سكانها 767 نسمة في عام 2004 حسب إحصاء المعهد الوطني للإحصاء.

## السكان
في سنة 1861 بلغ عدد السكان 1٬955 نسمة، وتطور العدد ليصل في سنة 2011 لـ 719 نسمة.
يظهر هذا المخطط البياني تطور النمو السكاني لـ سان داميانو آل كولي (بافيا)